# Villatoya
Villatoya község Spanyolországban, Albacete tartományban. Lakosainak száma 113 fő (2024).

## Földrajza
Villatoya Alborea, Casas de Ves és Requena községekkel határos.

## Népesség
A település lakosságának változását az alábbi diagram mutatja:
| Lakosok száma | 182  | 187  | 160  | 143  | 136  | 112  | 110  | 109  | 108  | 113  |
|               | 2001 | 2004 | 2006 | 2009 | 2011 | 2014 | 2016 | 2019 | 2021 | 2024 |